# Reginald Victor Jones
Reginald Victor Jones (Herne Hill, 29 settembre 1911 – 17 dicembre 1997) è stato un fisico britannico ed esperto scientifico di intelligence militare.
Ricoprì un importante ruolo nella difesa della Gran Bretagna durante la seconda guerra mondiale, risolvendo problemi tecnici e scientifici e facendo un uso estensivo dell'inganno per confondere le forze tedesche

## Inizi
Reginald Jones nacque a Herne Hill, nel Sud di Londra, il 29 settembre 1911. Ricevette la sua formazione alla Alleyn's School, Dulwich, e al Wadham College, Oxford, dove studiò Scienze Naturali. Nel 1932 si laureò con onori di Prima Classe in fisica e poi, lavorando nel Clarendon Laboratory, completò il suo dottorato nel 1934. Successivamente, ottenne la Skynner Senior Studentship in Astronomia al Balliol College di Oxford.

## Assistente Direttore dell'Intelligence(Scienza)
Nel 1936 Jones entrò nel Royal Aircraft Establishment, Farnborough, parte del Air Ministry. Qui lavorò sui problemi collegati alla difesa della Gran Bretagna dagli attacchi aerei e successivamente a sostegno della liberazione dell'Europa dai nazisti. Più in generale egli amava i trucchi pratici e descrive nel suo nel suo libro Most Secret War (La guerra più segreta) come usava questa sua abilità per ingannare i tedeschi durante la seconda guerra mondiale.

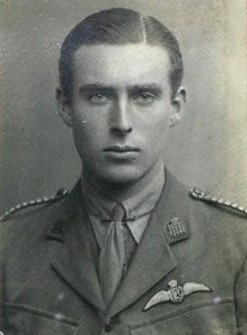
Frederick William Winterbotham

Il suo utilizzo estensivo dell'inganno per raggirare i tedeschi è coerente con i termini di disinformazione, che è definita come un deliberato piano di false informazioni e di evidenza fisica per sviare un oppositore.
Nel settembre 1939, i britannici decisero di assegnare uno scienziato alla sezione intelligence del Ministero dell'Aeronautica. Nessun scienziato aveva prima lavorato per un servizio di intelligence. Jones presto divenne Assistente Direttore dell'Intelligence (Scienza). Durante il corso della seconda guerra mondiale egli fu coinvolto da vicino nell'accertamento scientifico della tecnologia del nemico e nello sviluppo di offensive e contromisure tecnologiche. Egli risolse un numero di difficili problemi scientifici e tecnici di intelligence durante la seconda guerra mondiale ed è oggi generalmente noto come il "padre della S&T Intelligence"
Egli fu per poco tempo impiegato al Bletchley Park nel settembre 1939, ma tornò a Londra (Broadway) in novembre, lasciandosi dietro una piccola squadra specializzata dello Hut 3, che riportava ogni decrittazione di natura scientifica o tecnologica allo "ADI Science".
F. W. Winterbotham passò a Jones l'Oslo Report, ricevuto nel 1939 da uno scienziato antinazista, e Jones decise che era autentico e ampiamente affidabile, sebbene i tre ministeri interessati lo avessero visto come un "impianto"  e avessero scartato le sue copie:

### Guida con radiofaro

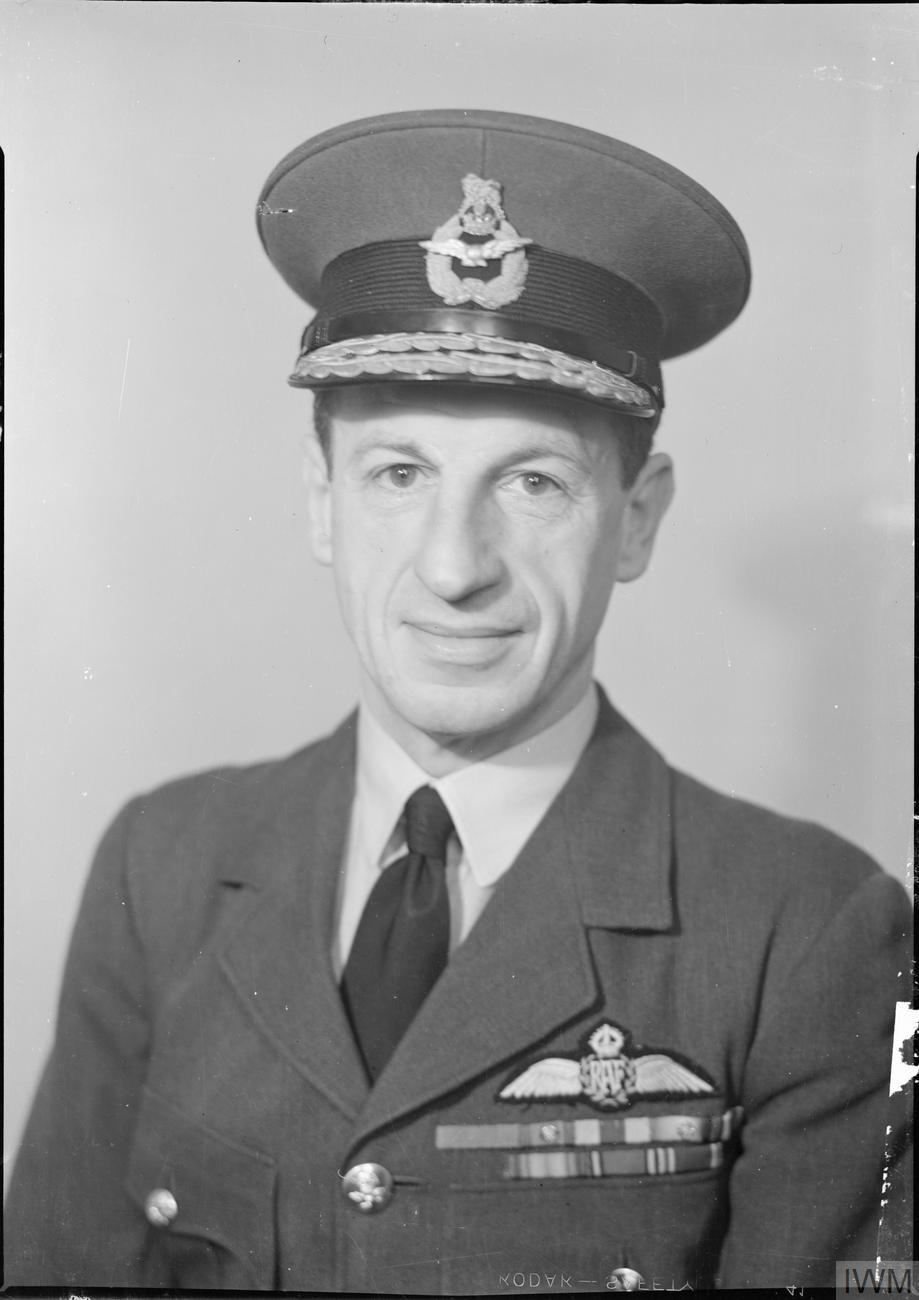
Sir Charles Portal nel 1941

Il primo lavoro di Jones fu quello di studiare le "nuove armi tedesche", reali o potenziali. La prima di queste fu un sistema di radio navigazione che i tedeschi chiamavano Knickebein. Questo era, come Jones presto accertò, uno sviluppo del Lorenzbake, che abilitava un aereo a volare lungo una direzione prescelta con buona precisione.
Su sollecitazione di Jones, Winston Churchill dispose una ricerca aerea da parte di un velivolo della RAF nella notte del 21 giugno 1940 e questo trovò i segnali radio di Knickebein nella gamma di frequenze che Jones aveva previsto. Con questa conoscenza gli inglesi furono in grado di creare dei segnali di disturbo il cui effetto era distorcere i fasci degli Knickebein in modo che i bombardieri tedeschi spendessero mesi per distribuire le loro bombe sul territorio britannico.
Così ebbe inizio la Battle of the Beams (Battaglia dei fasci) che durò per gran parte della seconda guerra mondiale, con i tedeschi che sviluppavano sempre nuovi sistemi di radionavigazione e gli inglesi che sviluppavano le relative contromisure. 
Jones dovette spesso combattere contro interessi precostituiti nelle Forze Armate, ma, oltre a godere della fiducia di Churchill, aveva un forte sostegno da parte di altri consulenti scientifici di Churchill quali F. A. Lindemann e il Capo di Stato Maggiore delle Forze Aeree Charles Portal.

### Ingannare i radar con scaglie di metallo (chaff)
Già nel 1937, Jones aveva suggerito che dei pezzi di lamiera metallica cadendo nell'aria avrebbero potuto creare degli eco radar. Egli, insieme a Joan Curran, divenne successivamente un artefice dello sviluppo dei chaff: strisce di lamiera, tagliate di una lunghezza appropriata in base alla lunghezza d'onda delle emissioni radar e lasciate cadere a gruppi da un velivolo, che quindi sugli schermi radar nemici appaiono come "[false] bombe". Questa tecnologia è nota come chaff e contrariamente a quanto si crede era nota a quel tempo anche ai tedeschi. Entrambe le parti erano riluttanti ad usarle temendo che il nemico avrebbe fatto altrettanto. Ciò ritardò il suo sviluppo per almeno due anni.
Jones prestò servizio anche come esperto di razzi V-2 sul bombardamento di Peenemünde nella seconda guerra mondiale e diresse armi tedesche a lunga gittata con il Double-Cross System.

## Dopoguerra e riconoscimenti
Nel 1946 Jones fu nominato alla Cattedra di Filosofia Naturale all'Università di Aberdeen, che egli tenne fino al suo pensionamento nel 1981. Egli non desiderava fermarsi nell'Intelligence nella sua proposta riorganizzazione postbellica. Durante il suo tempo trascorso ad Aberdeen, gran parte della sua attenzione fu dedicata a migliorare la sensibilità degli strumenti scientifici quali sismometri, micrometri capacitivi, microbarografi e leve ottiche. Il suo libro Instruments and Experiences dettaglia molto delle sue ultime opere con un certo approfondimento e può costituire un'opera di riferimento sulla progettazione di meccanismi di precisione.
Jones ricevette il riconoscimento di Commendatore dell'Ordine dell'Impero Britannico (CBE) nel 1942, per la pianificazione del raid su Bruneval per catturare l'apparecchiatura radar tedesca (Churchill aveva proposto che a Jones fosse conferito il titolo di Membro dell'Ordine del Bagno (CB), ma il capo del Servizio Civile, Sir Horace Wilson minacciò di dimettersi dato che Jones era solo un Ufficiale Scientifico e il CBE era un compromesso.) Egli fu successivamente insignito del CB nel 1946; e Compagno d'Onore (CH) nel 1994 Queen's Birthday Honours. Egli fu nominato Fellow of the Royal Society nel 1965, e ricevette un onorario DS dall'Università di Aberdeen nel 1996. Nel 1969 pubblicò la Wilkins Lecture.
Jones fu il principale intervistato delle serie di documentari televisivi della BBC One The Secret War, trasmessa per la prima volta il 5 gennaio 1977 e narrata da William Woollard.
La sua autobiografia pubblicata nel 1978, Most Secret War: British Scientific Intelligence 1939–1945, è stata descritta dallo storico A. J. P. Taylor come "il più affascinante libro sulla seconda guerra mondiale che io abbia mai letto" e, più generalmente, ha acquisito quasi lo status di un classico. 
Nel 1981, Jones divenne un membro fondatore del World Cultural Council. Nello stesso anno egli pubblicò le Royal Institution Christmas Lectures su From Magna Carta to Microchip.
In 1993 fu il primo premiato con il R. V. Jones Intelligence Award, che la CIA creò in suo onore.

## Pubblicazioni
Jones pubblicò un libro nel 1989 dal titolo Reflections on Intelligence. In questo libro, egli meditò: 

## Altro
- Most Secret War: British Scientific Intelligence 1939–1945. Hamish Hamilton, London, 1978.  ISBN 0-241-89746-7 (Pubblicato negli Stati Uniti come The Wizard War con lo stesso sottotitolo.)
- Instruments and Experiences, John Wiley and Sons, Londra, 1988. ISBN 047191763X

## Vita privata
Jones sposò Vera Cain nel 1940 e la coppia ebbe due figlie e un figlio. 
Morì il 17 dicembre 1997 e la sua salma fu inumata nel cimitero di Corgarff, Strathdon, Aberdeenshire. Le sue carte sono archiviate presso il Churchill College, Università di Cambridge.